# Nellie McClung
Pour les articles homonymes, voir McClung.
 (novembre 2016).
Si vous disposez d'ouvrages ou d'articles de référence ou si vous connaissez des sites web de qualité traitant du thème abordé ici, merci de compléter l'article en donnant les références utiles à sa vérifiabilité et en les liant à la section « Notes et références ».
Nelly McClung, née le 20 octobre 1873 et morte le 1er septembre 1951, est une militante et femme politique canadienne. 

## Biographie

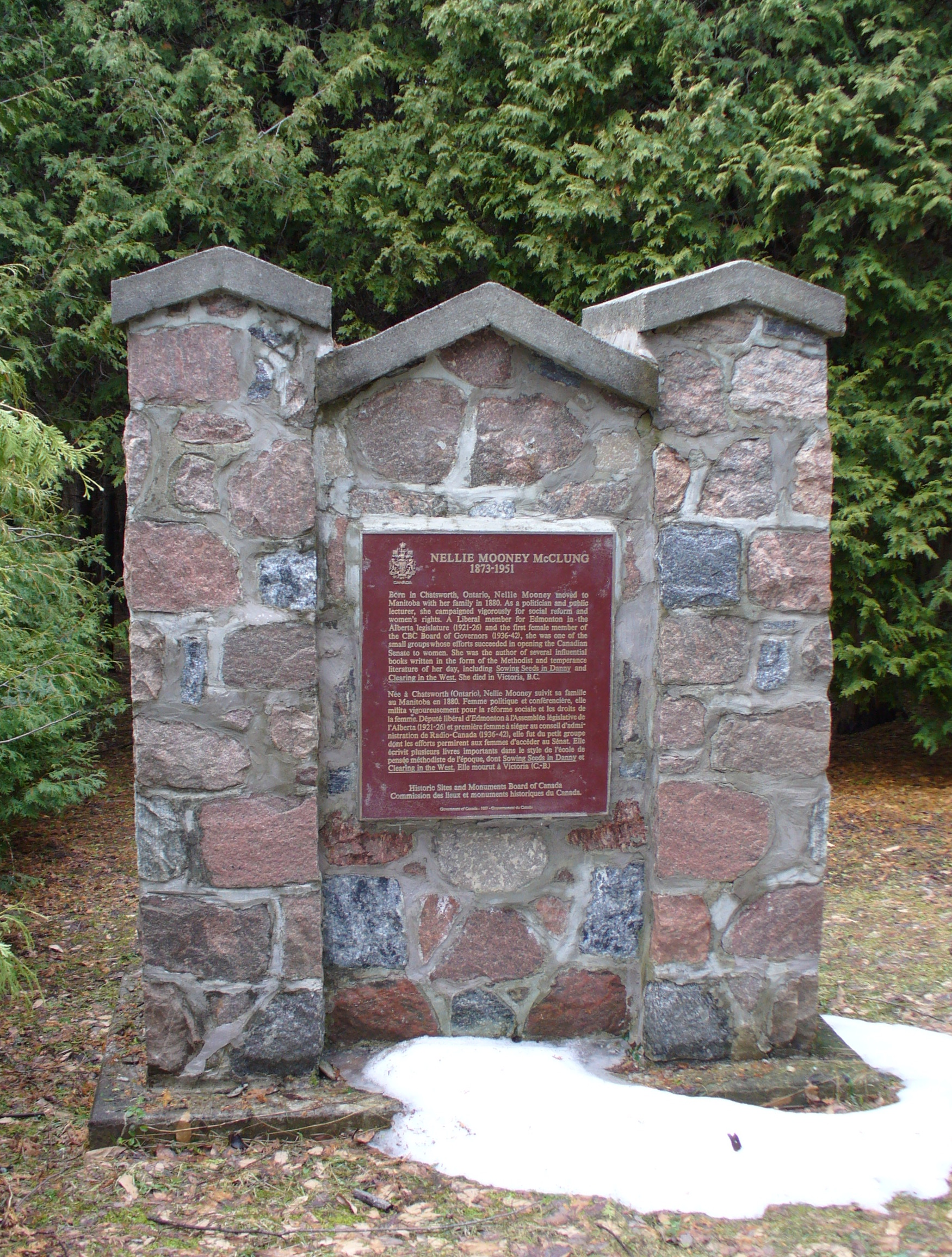
Plaque historique en hommage à Nellie McClung, située juste au sud de Chatsworth, en Ontario.

Elle née Nellie Letitia Mooney à Chatsworth en Ontario en 1873, Elle est la plus jeune fille de John Mooney, un agriculteur irlandais immigrant et méthodiste, et de sa femme d'origine écossaise, Letitia McCurdy. SOn père échoue dans la gestion de la ferme ce qui oblige la famille a déménager au Manitoba en 1880. Elle a reçu six ans d'éducation formelle et n'a appris à lire qu'à l'âge de neuf ans. Elle a ensuite déménagé avec sa famille dans une ferme dans la vallée de Souris au Manitoba.
Elle publia son premier roman, Sowing Seeds in Danny, en 1908. Ses causes célèbres furent le suffrage féminin et le mouvement de tempérance. Elle fut élue à l’assemblée législative de l'Alberta pour le parti libéral de l'Alberta de 1921 à 1926 de la circonscription d'Edmonton. Elle fut l'une des Célèbres cinq, avec Irene Parlby, Henrietta Muir Edwards, Emily Murphy et Louise McKinney, qui pétitionnèrent les autorités canadiennes pour définir le sens du mot « personne » dans la section 24 de la loi constitutionnelle de 1867.
Elle a fondé plusieurs organisations : la Ligue de Winnipeg pour l'égalité dans les politiques, les instituts fédérés féminins du Canada, et l'institut des femmes d’Edmonton. McClung est une pionnière pour les femmes. Elle était la seule femme envoyée par l'église méthodiste du Canada à Londres pour la conférence des églises en 1921, la seule femme politique du Canada à la Société des Nations, et la première femme à siéger au conseil supérieur de la SRC.

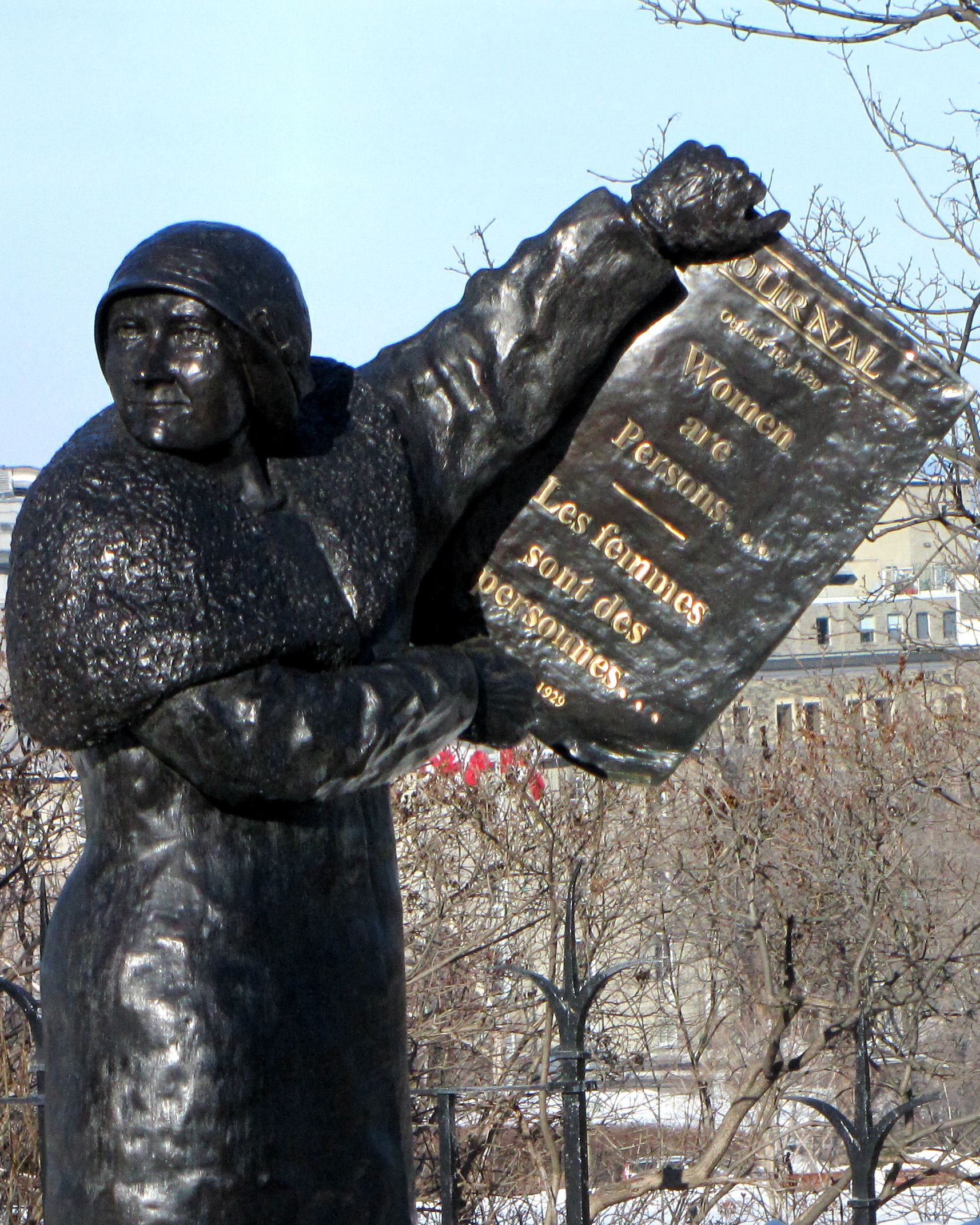
Statue des Célèbres cinq à Parliament Hill, Ottawa.

### Fiction
- Sowing Seeds in Danny, Toronto, William Briggs, 1908 (lire en ligne)
- The Second Chance, New York, Doubleday, Page & Co, 1910 (lire en ligne)
- The Black Creek Stopping House: And Other Stories, Toronto, William Briggs, 1912 (lire en ligne)
- Purple Springs, Boston and New York, Houghton Mifflin, 1922 (lire en ligne)
- When Christmas Crossed 'The Peace', Toronto, Thomas Allen, 1923 (lire en ligne)
- Painted Fires, Toronto, Thomas Allen, 1925 (lire en ligne)
- All We Like Sheep, Toronto, Thomas Allen, 1926 (lire en ligne)
- Be Good to Yourself: A Book of Short Stories, Toronto, Thomas Allen, 1930 (lire en ligne)
- Flowers for the Living, Toronto, Thomas Allen, 1931 (lire en ligne)

### Non-fiction
- In Times Like These, Toronto, McLeod & Allen, 1915 (lire en ligne)
- The Next of Kin, Houghton Mifflin, 1917 (lire en ligne)
- Three Times and Out. Told by private Simmons, Boston and New York, Houghton Mifflin, 1918 (lire en ligne)
- Clearing in the West: My Own Story, Toronto, Thomas Allen, 1935 (lire en ligne)
- Leaves from Lantern Lane, Toronto, Thomas Allen, 1936 (lire en ligne)
- Before They Call ... (pamphlet), Board of Home Missions, United Church of Canada, 1937 (lire en ligne)
- More Leaves from Lantern Lane, Toronto, Thomas Allen, 1937 (lire en ligne)
- The Stream Runs Fast, Toronto, Thomas Allen, 1945 (lire en ligne)